# Theodor Schwarz
Theodor Schwarz (zm. 1848 r.) – burmistrz Raciborza w latach 1841–1848.
Theodor Schwarz był syndykiem miejskim. W 1841 roku po śmierci Antona Jonasa został wybrany na burmistrza Raciborza. Stanowisko to piastował do 1848 roku, kiedy zmarł na tyfus. Głównymi zasługami Theodora Schwarza jako burmistrza to doprowadzenie do miasta kolei żelaznej, dogodne usytuowanie dworca w centrum, a także wprowadzenie nowego układu komunikacyjnego, który służy miastu do dzisiaj.